# Premoriencia
La premoriencia es, en derecho sucesorio, una ficción jurídica que establece criterios sobre quién ha muerto antes en determinadas circunstancias en las que no es posible acreditarlo fehacientemente, por ejemplo, en el caso de que dos familiares hayan muerto en un mismo accidente de automóvil sin que se pueda demostrar quién falleció primero. Convencionalmente, se podría establecer que los de mayor de edad han muerto antes que los de menor edad y las mujeres antes que los hombres.
La premoriencia no se da en todos los ordenamientos jurídicos. Es una opción que puede tomar el legislador.
Tiene mucha importancia a la hora de definir los traspasos de bienes a través de la sucesión. Si se pudiese demostrar que fue el otro el que murió antes, se habría producido la herencia en sentido inverso, antes de la muerte del segundo, y el destino final de los bienes sería distinto.
La premoriencia es la muerte anterior a otra. Determina efectos sucesorios, y está basado en el principio de que "los vivos heredan a los muertos". Es así, que por ejemplo, si un menor fallece, serán sus padres quienes hereden los bienes que el hijo pueda tener. 